# Kotatsu Kumakura
Kotatsu Kumakura (japanisch 熊倉 弘達 Kumakura Kotatsu; * 16. Mai 2002 in der Präfektur Niigata) ist ein japanischer Fußballspieler.

## Karriere
Kotatsu Kumakura erlernte das Fußballspielen in der Schulmannschaft der Maebashi Ikuei High School sowie in der Universitätsmannschaft der Nihon-Universität. Seinen ersten Vertrag unterschrieb er am 1. Februar 2025 bei Ventforet Kofu. Der Verein aus Kōfu spielt in der zweiten Liga, der J2 League. Sein Zweitligadebüt gab Kumakura am 22. Februar 2025 (2. Spieltag) im Auswärtsspiel gegen RB Ōmiya Ardija. Bei der 1:0-Niederlage wurde er in der 70. Minute für Kōki Ōshima eingewechselt.

## Sonstiges
Kotatsu Kumakura ist der Zwillingsbruder von Koki Kumakura.